# Бризгіна Ольга Аркадіївна
О́льга Арка́діївна Бри́згіна (до шлюбу Владикіна; *30 червня 1963, Краснокамськ, Пермська область, Росія) — українська легкоатлетка, триразова олімпійська чемпіонка, рекордсменка світу. Виступала за збірну СРСР, а потім за Україну. Почесна громадянка Луганська.
Бризгіна тренувалася в спортивному товаристві «Динамо» у Ворошиловграді. Спеціалізуючись у бігу на 400 метрів та в естафеті, вона завоювала чотири олімпійські нагороди, з яких три золоті. На сеульській Олімпіаді жіноча естафетна збірна Радянського Союзу встановила світовий рекорд: 3 хвилини 15,17 секунди. Цей рекорд тримається і донині.
Бризгіна також була світовою чемпіонкою на чемпіонаті світу 1987 року. Її особистий рекорд у бігу на 400 метрів — 48,27 секунди є четвертим результатом усіх часів.
Одружена з олімпійським чемпіоном Віктором Бризгіним. Дочка Єлизавета Бризгіна також успішна спортсменка.

## Особисті рекорди
- Біг на 200 метрів — 22,44 (1985)
- Біг на 400 метрів — 48,27 (1985)

## Основні досягнення
| Рік  | Турнір                                 | Місце проведення     | Результат | Інше                       |
| ---- | -------------------------------------- | -------------------- | --------- | -------------------------- |
| 1987 | Чемпіонат світу з легкої атлетики 1987 | Рим, Італія          | 1-е       | 400 метрів                 |
| 1988 | Літні Олімпійські ігри 1988            | Сеул, Південна Корея | 1-е       | 400 метрів                 |
|      | Літня Олімпіада                        | Сеул, Південна корея | 1-е       | Естафета 4x400, 3:15.17 СР |
| 1991 | Чемпіонат світу з легкої атлетики 1991 | Токіо Японія         | 4-е       | 400 метрів                 |
| 1992 | Літні Олімпійські ігри 1992            | Барселона, Іспанія   | 2-е       | 400 метрів                 |
|      | Літня Олімпіада                        | Барселона, Іспанія   | 1-е       | Естафета 4×400             |